# Campestre (kommun i Brasilien, Minas Gerais, lat -21,73, long -46,23)
Campestre är en kommun i Brasilien.   Den ligger i delstaten Minas Gerais, i den sydöstra delen av landet, 700 km söder om huvudstaden Brasília. Antalet invånare är 20 701.
Följande samhällen finns i Campestre:
- Campestre

Omgivningarna runt Campestre är huvudsakligen savann. Runt Campestre är det ganska glesbefolkat, med 36 invånare per kvadratkilometer.